# 海洋出版社

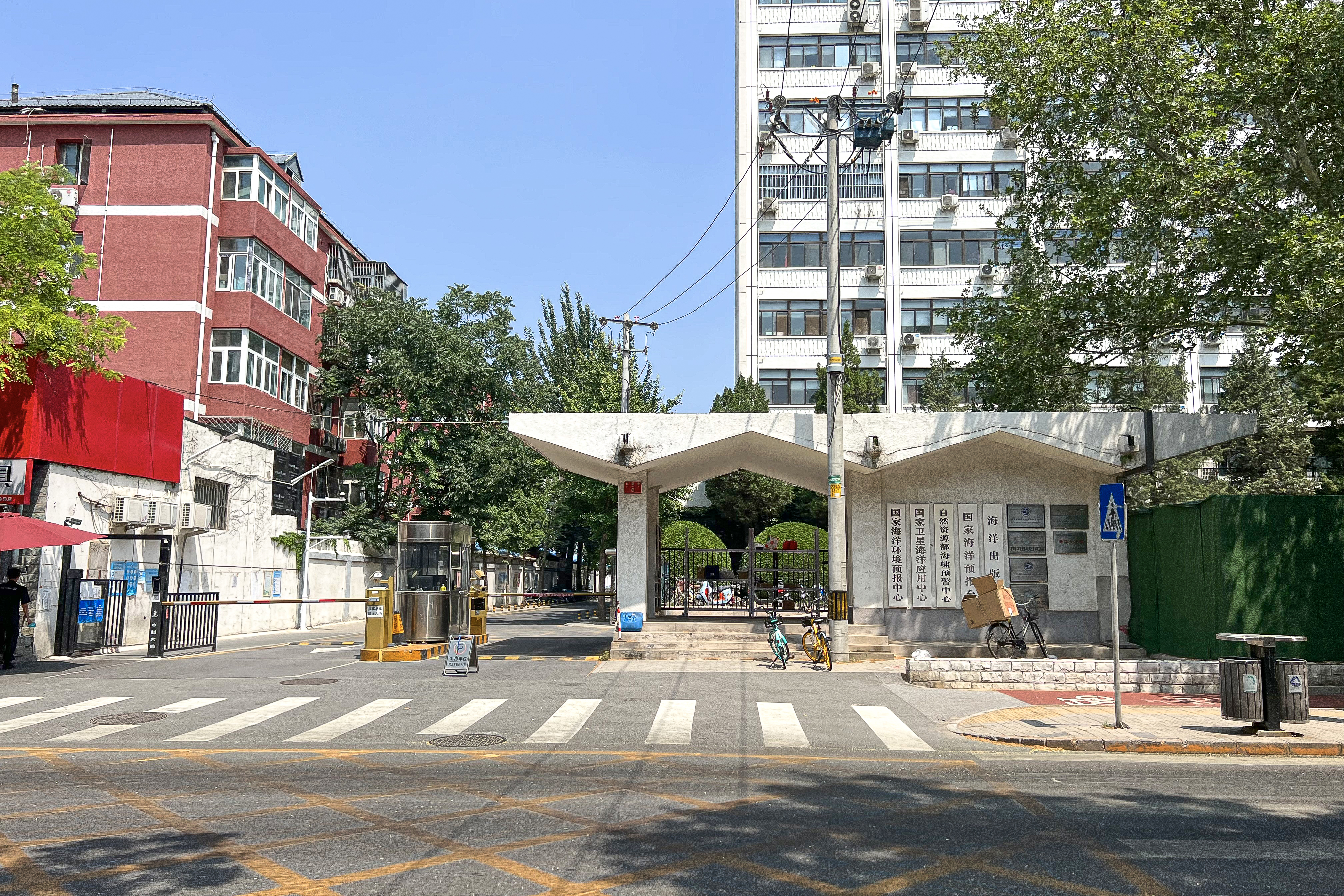
海洋出版社

海洋出版社，是中华人民共和国的一个出版社，总部位于北京市。

## 沿革
1978年6月2日，海洋出版社成立，直属国家海洋局领导（后直属于中华人民共和国自然资源部），设于北京复兴门外大街1号。其出书范围有：出版海洋综合管理、开发研究的科技著作，应用技术和知识性图书、与海洋相关的基础科学、通用技术、工具书、科普读物，以及海洋专业大专院校教材等。其中《海洋浮游生物学》获1987年国家教委颁发的全国高等教材特等奖。此外负责出版期刊《海洋学报》、《海洋世界》、《海洋与海岸带开发》、《海洋工程》、《海洋预报》、《水处理技术》等。